# Nimbostratus

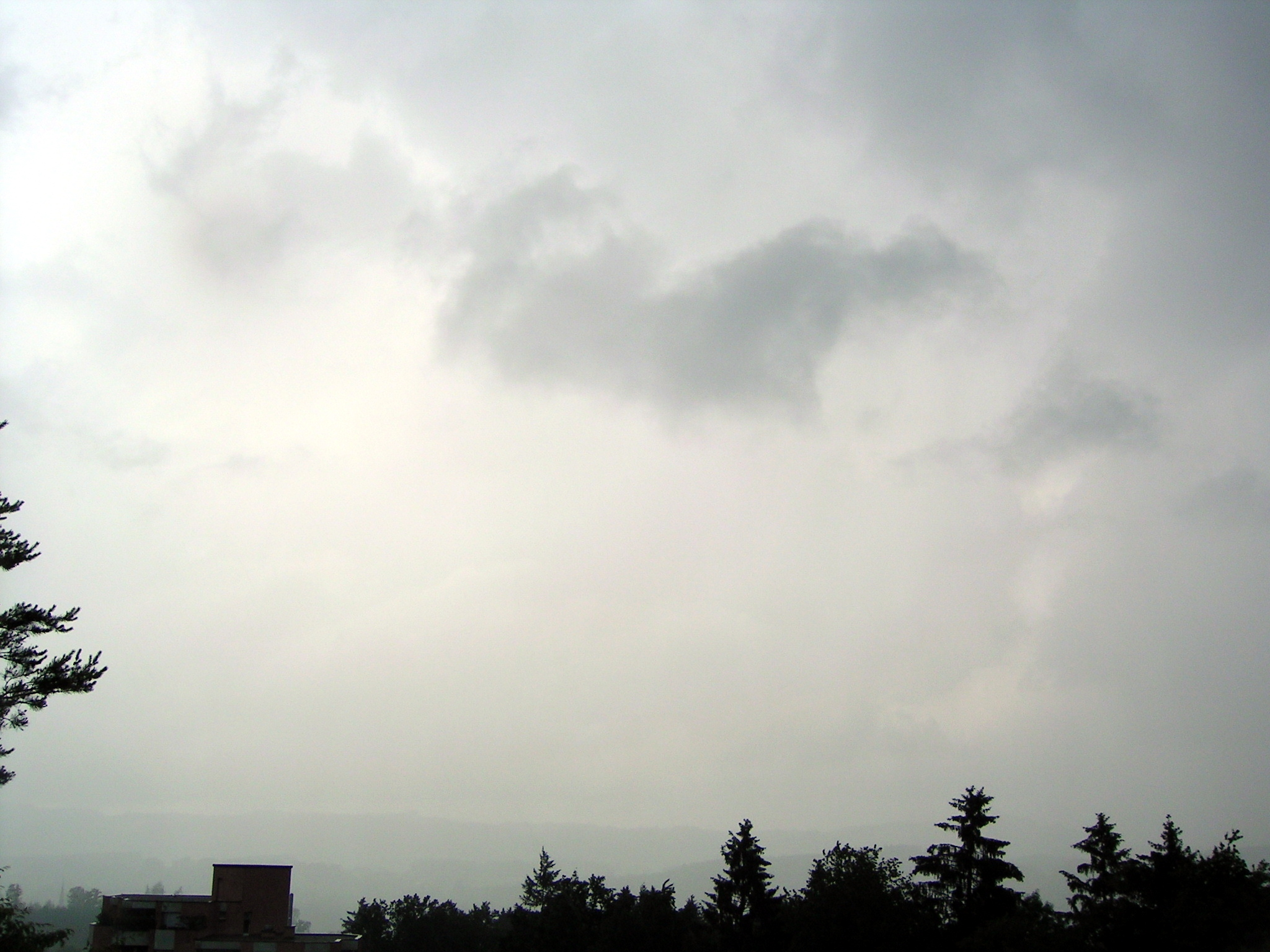
I bakgrunden Nimbostratus. I övre halvan, mitt i bilden finns ett stratus fractus.

Nimbostratus, på svenska fackmässigt i inskränkt betydelse kallade regnmoln, är ett huvudmolnslag som förkortas Ns. Den kan enkelt beskrivas som ett stratocumulus som det kommer regn ur. Nimbostratusmoln är ofta mycket utbredda och upp till 3000 meter tjocka.
Under nimbostratus hittar man ofta stratustussar som syns på bilden (de mörkare molnet mitt i bilden).
Från Nimbostratus moln kommer det regn eller snöfall, nederbörd från bymoln heter istället regnskurar eller snöbyar. Den ihållande nederbörden, som i allmänhet faller från nimbostratus ger molnen ett mörkt, diffust utseende. Undersidan döljs ofta av låga, trasiga moln. 
I princip kan sägas att nederbörd vid varmfront kommer från nimbostratus, medan nederbörd vid kallfront kommer från cumulonimbus.
Nimbostratusmoln förekommer främst i fronter. Det är moln med stor vertikal och horisontell utsträckning som det ofta faller nederbörd ur.